# 除我以外你不可有别的神
「除了我以外，你不可有别的神」（לֹא יִהְיֶה לְךָ אֱלֹהִים אֲחֵרִים עַל פָּנָי，转写：Lōʾ yihyeh lək̲ā ʾĕlōhîm ʾăḥērîm ʿal pānāi）是十诫中的一条（或一部分，取决于编号传统），出自希伯来圣经的出埃及记 20:3和申命记 5:7。 根据圣经记载，这条诫命是神在西奈山上，通过摩西传给古代以色列人的，是在出埃及、脱离埃及奴役之后订立的摩西之约的一部分。
犹太教偶像崇拜的禁令是亚伯拉罕诸教的核心教义之一，敬拜除了耶和华以外的其他神明或人事物被称为偶像崇拜， 在历史上，偶像崇拜常被视为应受死刑惩罚的罪行。
圣经描述了古代以色列人如何在被严厉警告的情况下仍然多次陷入偶像崇拜，并因此受到神的惩罚。 从摩西时代到巴比伦之囚，圣经中的许多故事都围绕着以色列人是选择专一敬拜耶和华还是敬拜假神展开。 巴比伦流亡本身被认为是偶像崇拜的惩罚，这一事件成为以色列人坚定一神论信仰的转折点，即使在面对殉道时，也拒绝敬拜其他神明。
犹太人的祷告《以色列的信仰告白》（Shema Yisrael）及其伴随的祝福与咒诅揭示了此诫命的意图，既包括对耶和华的爱，也包括对祂的认知和外在的遵守。 在福音书中，耶稣引用了《信仰告白》作为第一条且最重要的诫命， 而耶稣的使徒们继续宣讲，跟随基督的人必须放弃对假神的崇拜。

## 圣经叙事
《出埃及记》记述了以色列人在被奴役400年后出埃及的故事。在旷野中，耶和华向他们的领袖摩西显现，并与他立下摩西之约。耶和华宣布以色列人为祂的选民，并要求他们遵守祂的律法。这些律法包括十诫，其核心是第一条诫命，即他们不可敬拜除了耶和华以外的任何神明。 违背此诫命者应被处死， 正如《出埃及记》22:20（和合本）所写：“凡向别神献祭的，必要灭绝。”
申命记13:6-10具体规定了处决的方法为石刑：
你弟兄、你儿女、你所怀的妻或如同你性命的朋友若暗中引诱你，说：“我们不如去侍奉别神”（是你和你列祖素来所不认识的，或是你四围列国的神），你不可依从他，也不可听从他；眼不可顾惜他；不可怜恤他，也不可遮庇他；总要杀他，你先下手，然后众民也下手，将他治死。要用石头打死他，因为他想要勾引你离开那领你出埃及地、为奴之家、的耶和华你的神。
耶和华对独一敬拜的要求被描述为强烈的嫉妒，就如丈夫对妻子的嫉妒：
不可随从你们四围列国的神，只可敬拜耶和华——你们的神；因耶和华——你们的神是忌邪的神，祂的怒气必向你们发作，将你们从地上除灭。
圣经先知耶利米、以西结和何西阿将以色列敬拜其他神视为属灵上的通奸：
他们行邪淫的心远离了我，眼目恋慕偶像，我因他们的心灵忧伤。
 — 以西结书6:9
这种行为破坏了耶和华与以色列的圣约， 最终导致以色列被尼布甲尼撒二世王击败并被掳至巴比伦。

### 以利亚的挑战
圣经描述，以色列人直到巴比伦之囚，多次违反第一诫命对独一敬拜的要求。不仅普通百姓以迦南的神取代耶和华的敬拜，甚至在北国和犹大王国，多神崇拜和外邦神的敬拜也被纳入官方政策，尽管神的先知一再警告。
例如，列王纪上 18记载了先知以利亚如何试图说服因饥荒而困扰的亚哈王放弃对巴力和亚舍拉的敬拜，转而敬拜耶和华。他召集了巴力和亚舍拉的所有先知到迦密山，对他们说：“你们心持两意要到几时呢？若耶和华是神，就当顺从耶和华；若巴力是神，就当顺从巴力。”他向这些先知提出挑战，哪一位神能用火焚烧牛的肉块，就证明是真正的神。巴力和亚舍拉的先知未能点燃祭品，但耶和华通过以利亚显现了能力。然而，尽管耶和华获胜，亚哈依然拒绝改变由其妻耶洗别推动的多神教政策。

### 但以理的故事
圣经将但以理及其同伴描绘为拒绝敬拜其他神明的典范，即使为此付出生命的代价。在被掳时期，尼布甲尼撒二世王竖立了自己的金像，并命令所有臣民敬拜。三位被掳到巴比伦的犹太官员——沙得拉、米煞、亚伯尼歌——拒绝向金像跪拜。当他们面临被丢入火窑时，他们表达了自己的信仰和决心：
「即便我们被扔进烈火窑中，我们所侍奉的神能救我们脱离你的手，王啊。但即或不然，王啊，你当知道，我们绝不会侍奉你的神，也不会敬拜你所立的金像。」
在大利乌王统治时期，但以理因坚持向神祷告，而非向王祷告，被判死刑，丢入狮子坑。根据《但以理书》记载，天使关闭了狮子的口，使但以理安然无恙，并在次日早晨被王亲自救出。

## 在犹太教中的地位
犹太教的核心祷告是《以色列的信仰告白》，它重申了对独一神的信仰：
以色列啊，你要听，耶和华——我们的神，是独一的主。
 — 《信仰告白》
这段祷告被书写在《门柱经文筒》中，挂在虔诚犹太人家门的门框上（即使是不虔诚的犹太人也多遵守这一命令。在以色列，大多数公共建筑的主要门框上都有门柱经文筒）。 此形式是为履行《诫命》中将信仰告白的话语“写在你的房屋门框上”的要求。 “成千上万的殉道者并非喃喃自语一个数值的真理。当他们说‘神是独一的’，他们的意思是……宇宙中没有任何东西可与这位神相比或取代祂……这就是为什么他们愿意为此价值殉道。”
巴比伦之囚的经历巩固了犹太民族对一神论的信仰。在随后的几个世纪里，犹太人宁愿牺牲生命，也不愿将属于神的敬拜献给任何其他人或神。例如，在马加比起义的初期，许多犹太人因拒绝承认塞琉古王朝的神明而殉道。
根据密示拿的记载，偶像崇拜是必须抵制至死的三种罪之一（另两种为不可奸淫和不可杀人）。 到塔木德时代，接受或拒绝偶像崇拜已成为犹太身份的试金石： “凡否认偶像者，称为犹太人。” “凡承认偶像者，即否认整个《托拉》；凡否认偶像者，即承认整个《托拉》。”
尽管犹太人通常与物质神像和宣称自己为神的人保持距离，自巴比伦之囚以来，一些犹太人仍有从事魔法的倾向，例如咒语、护身符、特定饮食和数字等。这种做法被认为是古代以色列人尝试控制神的表现之一。 然而，迈蒙尼德提醒，犹太教中的特殊物件（如门柱经文筒）和祷告（如信仰告白）旨在提醒人们对神的爱与教诲，而非确保好运的护符。

## 在新约中的地位
根据四福音书，耶稣说最大的诫命是“你要尽心、尽性、尽意爱主你的神”。 耶稣引用的这段经文出自《申命记》，现代被称为以色列的信仰告白（Shema），它强调神的独一性和以色列对神的专一敬拜。 在登山宝训中，耶稣对比了对神的敬拜与追逐物质财富的行为，并警告说：“你们不能又侍奉神，又侍奉玛门。”
根据《使徒行传》，司提反在总结以色列的灵性历史时引用了先知阿摩司的话，指出崇拜外邦神是导致以色列被巴比伦人打败并被掳的原因。 在后续章节中，使徒们讨论了外邦人归信基督后需要立即遵守的行为准则。他们决定指示新皈依者：“要禁戒祭偶像之物、血、勒死的牲畜和奸淫。”
在雅典，保罗因看到满城偶像而深感不安， 他在亚略巴古宣讲以色列的神为万物的创造者，是独一无二的，不可用任何偶像来代表。他教导说：
我们既是神所生的，就不当以为神的性情像人用手艺心思所雕刻的金、银、石。
 — 使徒行传 17:29–31
根据《以弗所书》，保罗的传道导致许多人离弃偶像崇拜，这惹怒了制造偶像的银匠，他们担心收入减少。 保罗教导说，偶像代表的所谓神明实为鬼魔，因此基督徒不可同时敬拜神和偶像：
亲爱的弟兄们，你们要逃避拜偶像的事。我好像对明白人说的，你们要审察我的话……我是什么意思呢？岂是说祭偶像之物算得什么呢？偶像算得什么呢？我乃是说，外邦人所献的祭是祭鬼，不是祭神；我不愿意你们与鬼有分。你们不能喝主的杯，又喝鬼的杯；不能吃主的筵席，又吃鬼的筵席。我们可惹主的愤恨吗？我们比祂还有能力吗？
 — 哥林多前书 10:14, 19–22
保罗警告加拉太书的读者，活在偶像崇拜中的人“不能承受神的国”，并将巫术与偶像崇拜联系在一起。 在《腓立比书》中，他提到那些“以自己的肚腹为神”的人。 在《登山宝训》等新约经文中，偶像崇拜一词被比喻用于对金钱的爱。 雅各书的作者斥责那些专注于物质享乐的人，使用了类似旧约先知的语言：“你们求也得不着，是因为你们妄求，要浪费在你们的宴乐中。你们这些淫乱的人啊！岂不知与世俗为友就是与神为敌吗？所以凡想要与世俗为友的，就是与神为敌了。”
保罗称赞帖撒罗尼迦教会说：“你们的信心传遍了各地……他们都传说你们是怎样离弃偶像，归向神，服侍那又真又活的神。” 保罗在《罗马书》中指出，崇拜受造之物（而非创造主）是导致性道德和社会道德解体的原因。 彼得前书和《启示录》也提到敬拜假神与性犯罪之间的关系，无论是比喻还是字面意义。
使徒约翰简明地写道：“小子们啊，你们要自守，远避偶像。”

## 在基督教中的地位
基督教引入了三位一体的教义，认为神（或稱上帝、天主）以三个位格存在，即圣父、聖子耶稣基督和圣灵（或稱聖神）。这意味着敬拜耶稣基督和圣灵作为神并不违反第一诫命。

### 在天主教会中的地位
天主通过启示向以色列子民显明祂的名字……天主有一个名字；祂不是一个匿名的力量。
 — 《天主教教理》203
天主教会教导第一诫命禁止敬拜除了唯一的主之外的其他神，例如十诫开篇中的话：“ 我是上主你的天主，是我領你出了埃及地、奴隸之所。” 通过先知，天主呼召以色列和万国归向祂，这唯一的神：“大地四極的人！你們歸依我，必能得救，因為只有我是天主，再沒有另一個。……人都要說：惟有在上主前有仁義和力量。凡向他發怒的，必要含羞地歸依他。”（《依撒意亞》45:22-24；参见《斐理伯书》2:10-11；思高本）
由于圣经描述了天主的独一性和超越性，天主教教导禁止迷信以及不敬神]]，认为第一诫命被破坏是因为将神性赋予偶像或将非天主的事物神化。“当人以某种受造物代替天主来敬拜和尊崇时，无论是神明、鬼魔……权力、享乐、种族、祖先、国家、金钱等，都构成了偶像崇拜。” 教理称赞那些即使在文化背景中也拒绝模拟这种崇拜的人， 并指出“向天主献上真实敬拜的义务既涉及个人也涉及社会存在。” 教理指出圣经多次回顾这一诫命，并引用相关经文描述了那些将信赖寄托于天主以外事物的后果：
圣经不断回顾对“偶像”的拒绝，那些“外邦人的偶像無非金銀，不過是人手中的製造品：偶像有口，而不能言，偶像有眼，而不能看”的偶像。这些虚空的偶像使敬拜者也变得虚空：“鑄造偶像的人，將與偶像同亡；凡信賴偶像的人，也將是一樣。”（《聖詠集》115:4-5,8；参见《依撒意亞》44:9-20；《耶利米书》10:1-16；《達尼爾》14:1-30；思高本）。然而，天主是“活的神”（《若蘇厄書》3:10；《聖詠集》 42:3；思高本），祂赐下生命并介入历史。
 — 《天主教教理》2112
尽管承认天主通过先知与人沟通， 天主教教理教导，第一诫命禁止一切试图驯服神秘力量的行为，这与对天主的尊崇和敬畏相违背。 即便出于“善意”的目的（如寻求恢复健康），也不得使用类似方式。“诉诸传统疗法也不能为调用邪恶力量或利用他人轻信提供正当理由。”
所有形式的占卜都应被拒绝，包括诉诸撒旦或鬼魔、召唤亡灵，或其他被误认为揭示未来的做法（例如，参见《申命紀》18:10；《耶肋米亞》29:8；和合本）。占星、算命、解签、通灵、以及诉诸灵媒，这些行为都显示了对时间、历史、他人甚至隐藏力量的支配欲望。
 — 《天主教教理》2116
不敬天主的行为，例如试探天主、亵渎和圣职买卖，也被视为违反第一诫命的行为。 教理认为无神论往往基于对人类自主性的“错误概念”， 所有形式的无神论都因其否认天主的存在而违反第一诫命。 将不可知论作为一种生活方式，则被视为对存在终极问题的逃避，并且“往往等同于实践上的无神论。”

### 宗教改革及其后注释
G. 坎贝尔·摩根强调第一诫命以神名为开篇的意义，他说：“神用祂的名字启示自己，具有深远意义……若不以神的位格为定义来看待诫命，就会削弱其巨大力量。”
摩根认为，每个人都有一个“中心、动机、理由、圣所或神祇”，这决定了他的忠诚与精力的归属。“每个人都需要一个神、一位王、一位立法者——安排生活、颁布命令并要求服从的存在。这一不可否认的事实揭示了偶像崇拜的起源。” 他进一步指出，“偶像崇拜”不仅限于地理或文化，而是指任何非神的敬拜对象，无论是精神的还是物质的。
马丁·路德、马修·亨利、约翰·加尔文和约翰·卫斯理在其评论中一致认为，第一诫命针对的是人心的归属。
路德解释说：“偶像崇拜不仅表现在树立一个偶像并敬拜它，更表现在内心，它关注其他事物，寻求帮助或安慰于受造物、圣徒或鬼魔，而非神。”
加尔文回顾了摩西警告以色列人的话语，并指出，这条诫命旨在提醒以色列人在周围充满迷信诱惑的文化中保持独一敬拜神的忠诚。

### 中国基督教会的立场
由于中国共产党和中华人民共和国政府要求中国境内的一切宗教团体接受其领导，甚至在对教义的解释上要“与社会主义社会相适应”，不得违背党和政府的政策，歌颂世俗国家和政党，并推行“基督教中国化”等试图影响中国基督教会对教义的理解和阐释方式的政策，导致许多基督徒将政府领导的宗教组织（三自爱国教会）视为崇拜“党和政府”这一偶像，不忠于上帝，不奉基督为教会唯一的元首。因此，中国的部分基督徒坚持在政府的宗教管理体系之外建立教会，被称为家庭教会。
唯独上帝和上帝的话语，是个人良心的主宰。任何人间的、世俗的法律、命令和意见，都不能免除一个人的良心在“至高的上帝”（创14:19）面前的道德责任……这意味着，无论任何人，想要成为我们生命中的君王，想要以自己的意志代替上帝的意志，或要求我们无条件地服从、敬拜和歌颂—无论是我们的妻子、父母、儿女，还是一国之政府、政党……这样的意志和要求在道德上是邪恶的，既反对上帝，也反对一切人。屈从这样的意志和要求，是同样邪恶的、拜偶像的行为。十诫的其他诫命，均以第一诫为根基和宗旨。……因此，任何人若在基本教义、圣经神学和教会论上，主张或要求某种形式的“基督教中国化”，乃是敌对和否定耶稣基督的、反基督教的行为，必落在上帝公义的咒诅和审判之下。这种“基督教中国化”的主张或要求，包括声称在中国的传统文化和宗教中，存在着对圣经所启示的那位独一上帝的敬拜，或包含着与耶稣基督的救赎相似及相通的救恩之道；或主张在中国的传统文化和宗教中，包含着某种独特的、上帝在圣经之外的关于救赎的启示；或主张大公教会的基本教义，必须或需要与中国的文化传统或中国现实的社会、政治制度相适应；或以某种“宇宙的基督论”取消历史性的基督，而主张中国传统中包含着基督的救赎之道；或以“因爱称义”等与中国传统相契合的道德主义信条，淡化或否定基督在十字架上的代赎。教会必须反对“基督教中国化”，即反对以文化扭曲福音，以政治捆绑信仰，以不信上帝的中国传统，割裂认信上帝的大公教会传统。

 — 《我们对家庭教会立场的重申（九十五条）》